# Kurt Jarasinski
Kurt Jarasinski (Elpersbüttel, 6 de novembro de 1938 - 27 de outubro de 2005) foi um ginete de elite alemão especialista em saltos, campeão olímpico. 

## Carreira
Kurt Jarasinski representou seu país nos Jogos Olímpicos de 1964, na qual conquistou a medalha de ouro nos saltos por equipes em 1964.